# Mcely
Mcely är en ort i Tjeckien.   Den ligger i regionen Mellersta Böhmen, i den centrala delen av landet, 50 km öster om huvudstaden Prag. Mcely ligger 208 meter över havet och antalet invånare är 372.
Terrängen runt Mcely är platt, och sluttar söderut. Runt Mcely är det ganska glesbefolkat, med 47 invånare per kvadratkilometer. Närmaste större samhälle är Mladá Boleslav, 17,9 km nordväst om Mcely. Trakten runt Mcely består till största delen av jordbruksmark.